# Blue Stars/FIFA Youth Cup 2022
Der Blue Stars/FIFA Youth Cup 2022 war die 82. Austragung des Jugendfussballturniers Blue Stars/FIFA Youth Cup und fand am 25. und 26. Mai 2022 auf der Sportanlage Buchlern in Zürich (Schweiz) statt. Der FC Zürich Frauen gewann das Frauenturnier, der FC Basel 1893 das Herrenturnier.

## Frauenturnier

### Resultate

#### Gruppe A
| VfL Wolfsburg           |
| FC Valencia CF Femenino |
| FC Basel 1893           |
| FC Zürich Frauen        |

| Pl. | Verein                  | Sp. | S | U | N | Tore    | Diff. | Punkte |
| --- | ----------------------- | --- | - | - | - | ------- | ----- | ------ |
| 1.  | FC Zürich Frauen        | 3   | 3 | 0 | 0 | 009:400 | +5    | 09     |
| 2.  | FC Valencia CF Femenino | 3   | 2 | 0 | 1 | 006:400 | +2    | 06     |
| 3.  | VfL Wolfsburg           | 3   | 1 | 0 | 2 | 002:600 | −4    | 03     |
| 4.  | FC Basel 1893           | 3   | 0 | 0 | 3 | 000:300 | −3    | 0      |

|                           |   |                         |     |
| 25. Mai 2022 um 13:45 Uhr |   |                         |     |
| VfL Wolfsburg             | – | FC Valencia CF Femenino | 0:2 |
| 25. Mai 2022 um 13:45 Uhr |   |                         |     |
| FC Basel 1893             | – | FC Zürich Frauen        | 0:1 |
| 25. Mai 2022 um 17:05 Uhr |   |                         |     |
| VfL Wolfsburg             | – | FC Basel 1893           | 1:0 |
| 25. Mai 2022 um 17:05 Uhr |   |                         |     |
| FC Valencia CF Femenino   | – | FC Zürich Frauen        | 3:4 |
| 26. Mai 2022 um 9:20 Uhr  |   |                         |     |
| FC Zürich Frauen          | – | VfL Wolfsburg           | 4:1 |
| 26. Mai 2022 um 9:20 Uhr  |   |                         |     |
| FC Valencia CF Femenino   | – | FC Basel 1893           | 1:0 |

#### Gruppe B
| Olympique Lyonnais F    |
| FC Rosengard            |
| BSC YB Frauen           |
| Grasshopper Club Zürich |

| Pl. | Verein                  | Sp. | S | U | N | Tore    | Diff. | Punkte |
| --- | ----------------------- | --- | - | - | - | ------- | ----- | ------ |
| 1.  | Olympique Lyonnais F    | 3   | 2 | 0 | 1 | 007:400 | +3    | 06     |
| 2.  | FC Rosengard            | 3   | 2 | 0 | 1 | 005:300 | +2    | 06     |
| 3.  | BSC YB Frauen           | 3   | 2 | 0 | 1 | 007:600 | +1    | 06     |
| 4.  | Grasshopper Club Zürich | 3   | 0 | 0 | 3 | 000:600 | −6    | 0      |

|                           |   |                         |     |
| 25. Mai 2022 um 14:35 Uhr |   |                         |     |
| Olympique Lyonnais F      | – | FC Rosengard            | 2:0 |
| 25. Mai 2022 um 14:35 Uhr |   |                         |     |
| BSC YB Frauen             | – | Grasshopper Club Zürich | 2:0 |
| 25. Mai 2022 um 17:55 Uhr |   |                         |     |
| Olympique Lyonnais F      | – | BSC YB Frauen           | 3:4 |
| 25. Mai 2022 um 17:55 Uhr |   |                         |     |
| FC Rosengard              | – | Grasshopper Club Zürich | 2:0 |
| 26. Mai 2022 um 9:20 Uhr  |   |                         |     |
| Grasshopper Club Zürich   | – | Olympique Lyonnais F    | 0:2 |
| 26. Mai 2022 um 9:20 Uhr  |   |                         |     |
| FC Rosengard              | – | BSC YB Frauen           | 3:1 |

#### Spiel um Platz 7 und 8
|                           |   |                         |     |
| 26. Mai 2022 um 13:00 Uhr |   |                         |     |
| FC Basel 1893             | – | Grasshopper Club Zürich | 2:0 |

#### Spiel um Platz 5 und 6
|                           |   |               |                |
| 26. Mai 2022 um 14:00 Uhr |   |               |                |
| VfL Wolfsburg             | – | BSC YB Frauen | 0:0, 3:1 i. E. |

#### Halbfinal
|                           |   |                         |     |
| 26. Mai 2022 um 13:00 Uhr |   |                         |     |
| FC Zürich Frauen          | – | FC Rosengard            | 3:0 |
| 26. Mai 2022 um 14:00 Uhr |   |                         |     |
| Olympique Lyonnais F      | – | FC Valencia CF Femenino | 2:0 |

#### Spiel um Platz 3 und 4
|                           |   |                         |     |
| 26. Mai 2022 um 17:00 Uhr |   |                         |     |
| FC Rosengard              | – | FC Valencia CF Femenino | 1:0 |

#### Final
Der Final fand am 26. Mai 2022 auf der Sportanlage Buchlern zwischen dem FC Zürich Frauen und der Olympique Lyonnais F statt.
| FC Zürich Frauen                                           | FC Zürich Frauen | Olympique Lyonnais F | Olympique Lyonnais F |
| ---------------------------------------------------------- | --- | --- | -------------------- |
| FC Zürich Frauen                                           | \| 26. Mai 2022 um 17:00 Uhr in Zürich (Sportanlage Buchlern) \| \| Ergebnis: 1:1 (1:1), 6:4 i. E. \| \| Zuschauer: unbekannt \| \| Schiedsrichterin: Désirée Grundbacher ( Schweiz) \| | \| 26. Mai 2022 um 17:00 Uhr in Zürich (Sportanlage Buchlern) \| \| Ergebnis: 1:1 (1:1), 6:4 i. E. \| \| Zuschauer: unbekannt \| \| Schiedsrichterin: Désirée Grundbacher ( Schweiz) \|                                                                                              | Olympique Lyonnais F |
| FC Zürich Frauen                                           | Noemi Benz – Luana Bürge, Luisa Süry, Caterina Regazzoni, Siv Schefer – Monika Ibishaj (30. Sarah Samira Frischknecht), Sydney Schertenleib – Angelina Isufi (30. Eriona Elezi), Leela Egli, Sanja Kovacevic (30. Anouk Klaus) – Lillian Schertenleib (38. Julie Gartmann) Cheftrainer: Costa Vettas | Féérine Belhadj – Pauline Sierra, Alice Marques, Florine Belin, Louna Belhout-Achi – Laurine Baga, Melissa Bethi, Célia Bensalem (38. Abigail Charpantier) – Maeline Mendy – Candice Charbonnier (36. Jeanne Chabin), Liana Joseph (36. Jade Prault) Cheftrainer: Antonie Capinielli | Olympique Lyonnais F |
| FC Zürich Frauen                                           | 1:1 Leela Egli (40.) | 1:0 Maeline Mendy (12.) | Olympique Lyonnais F |
| FC Zürich Frauen                                           | Elfmeterschiessen | | Olympique Lyonnais F |
| FC Zürich Frauen                                           | 2:1 Noemi Benz 3:2 Caterina Regazzoni 4:2 Luisa Süry 5:3 Sydney Schertenleib 6:4 Luana Bürge | 2:2 Alice Marques 3:2 Maeline Mendy 4:3 Jeanne Chabin 5:4 Laurine Baga | Olympique Lyonnais F |
| FC Zürich Frauen                                           | Melissa Bethi (18.) | | Olympique Lyonnais F |
| 26. Mai 2022 um 17:00 Uhr in Zürich (Sportanlage Buchlern) | | |                      |
| Ergebnis: 1:1 (1:1), 6:4 i. E.                             | | |                      |
| Zuschauer: unbekannt                                       | | |                      |
| Schiedsrichterin: Désirée Grundbacher ( Schweiz)           | | |                      |

### Rangliste und Kader
| 1. | FC Zürich Frauen        | 1 Noemi Benz \| 3 Eriona Elezi \| 4 Siv Schefer \| 5 Anna Matsushita \| 6 Sarah Samira Frischknecht \| 7 Leela Egli \| 8 Julie Gartmann \| 9 Monika Ibishaj \| 10 Sydney Schertenleib \| 11 Janina Egli \| 12 Sanja Kovacevic \| 13 Luisa Süry \| 15 Angelina Isufi \| 16 Caterina Regazzoni \| 17 Luana Bürge \| 19 Lillian Schertenleib \| 20 Anouk Klaus \| 21 Sara Ziegler |
| 2. | Olympique Lyonnais F    | 1 Féérine Belhadj \| 2 Pauline Sierra \| 3 Louna Belhouth-Achi \| 4 Florine Belin \| 5 Alice Marques \| 6 Laurine Baga \| 7 Jeanne Chabin \| 8 Célia Bensalem \| 9 Candice Charbonnier \| 10 Jade Prault \| 11 Liana Joseph \| 12 Wassa Sangare \| 13 Lisa Rouyer \| 14 Julie Lievremont \| 15 Maeline Mendy \| 16 Marine Bosse \| 17 Abigail Charpantier \| 18 Melissa Bethi |
| 3. | FC Rosengard            | 1 Charlotte Delin \| 2 Vera Ivarsson \| 3 Lovisa Yng \| 4 Jo-Anne Cronquist \| 5 Bianca Buttler \| 6 Ahlam-Laila Lolo Nasr \| 7 Tilde Björklund \| 8 Alexandra Weihs \| 10 Cassandra Paulsson \| 11 Cajsa Rubensson \| 14 Tova Persson \| 16 Hanna Cronqvist \| 20 Hanna Stenberg \| 22 Maja Svensson \| 24 Amanda Schultz \| 32 Matilda Söderblom \| 44 Siri Theilgaard-Mönch \| 51 Mikaela Stojanovska |
| 4. | FC Valencia CF Femenino | 1 Nerea Pallás Padilla \| 3 Nuria Morell Jimena \| 4 Irene Guillem Gimeno \| 5 Sara Martinez Herrero \| 7 Olga San Nicolás Rolando \| 9 Elena Gil Garrido \| 10 Marta Mascarell Constantino \| 11 Raquel Gil Villar \| 12 Sara Tamarit Verdeguer \| 15 Irune Cervera Ortiz \| 16 Malena Cristina Martí Vila \| 17 Saray Lópes Gutierrez \| 22 Blanca Lopez Moreno \| 25 Carmen Calatayud Mira \| 26 Daniela Hellin Andres \| 27 Diana Herrero Martinez \| 30 Maria de los Llanos Ortiz Sampedro \| 38 Noa Xiaoyun Marchena Flores |
| 5. | VfL Wolfsburg           | 1 Jolina Zamorano \| 2 Hasti Gholami \| 4 Amelie König \| 5 Puteri Botzler \| 6 Tessa Blumenberg \| 8 Lia Henkelmann \| 9 Ahlem Ammar \| 10 Natasha Kowalski \| 11 Tarah Burmann \| 13 Jule Demlang \| 15 Franziska Libske \| 16 Thea-Helen Oberhoff \| 17 Lenja Kastner \| 19 Zoe Tolksdorf \| 20 Romy Baraniak \| 21 Vanessa Praher \| 23 Leonie Rösicke \| 24 Lilian Zamorano |
| 6. | BSC YB Frauen           | 1 Daria Willimann \| 2 Lara Friederich \| 3 Bianca Dysli \| 4 Giulia Schlup \| 5 Caterina Tramezzani \| 6 Noa Linn Münger \| 7 Céline Schmid \| 8 Jana Kohler \| 9 Rilana Ueltschi \| 10 Iman Beney \| 11 Joni Bandi \| 12 Nora Bucher \| 13 Melanie Roth \| 14 Laila Morf \| 15 Mia Knapp \| 16 Sina Hauswirth \| 17 Naomi Luyet \| 18 Leana Claude |
| 7. | FC Basel 1893           | 1 Lena Steiner \| 3 Sarina Grieder \| 4 Luana Mertinatsch \| 5 Flavia Lüscher \| 6 Kim Larissa Kiefer \| 7 Annika Rothen \| 8 Chiara Schmid \| 9 Samira Wyden \| 10 Nathalie Pellier \| 11 Bénédicte Von Rotz \| 12 Anna Miotto \| 14 Liz Kunz \| 15 Elisa Ledeur \| 16 Alina Sticher \| 17 Loane Noémie Christelle Filisetti \| 18 Irina Fuchs \| 19 Alissia Varvicchio \| 20 Oxana Messerli |
| 8. | Grasshopper Club Zürich | 1 Jael Schubert \| 2 Theresa Krieg \| 3 Robine Pérez \| 4 Nisha Angst \| 5 Anuja Sedman \| 6 Mia Schmid \| 7 Catarina Tomas da Cruz \| 8 Stefanie Raschle \| 9 Anja Isejni \| 10 Lucija Vrdoljak \| 11 Adelisa Hafizovic \| 12 Isabel Rutishauser \| 13 Emanuela Pfister \| 14 Emma Egli \| 15 Eliza Kadriu \| 16 Sandra Heydrich \| 17 Kerstin Kleinlercher \| 18 Alix Mächler |

### Auszeichnungen
| Beste Spielerin  | Leela Egli (FC Zürich Frauen)          |
| Beste Torhüterin | Féérine Belhadj (Olympique Lyonnais F) |
| Fairplay-Sieger  | VfL Wolfsburg                          |

## Männerturnier

### Resultate

#### Gruppe A
| SC Benfica           |
| FSV Mainz 05         |
| FC Zürich            |
| FC Blue Stars Zürich |

| Pl. | Verein               | Sp. | S | U | N | Tore    | Diff. | Punkte |
| --- | -------------------- | --- | - | - | - | ------- | ----- | ------ |
| 1.  | FC Zürich            | 3   | 2 | 1 | 0 | 005:200 | +3    | 07     |
| 2.  | FSV Mainz 05         | 3   | 2 | 1 | 0 | 007:300 | +4    | 07     |
| 3.  | SC Benfica           | 3   | 1 | 1 | 1 | 007:200 | +5    | 04     |
| 4.  | FC Blue Stars Zürich | 3   | 0 | 0 | 3 | 001:130 | −12   | 0      |

|                           |   |                      |     |
| 25. Mai 2022 um 15:25 Uhr |   |                      |     |
| SC Benfica                | – | FSV Mainz 05         | 0:1 |
| 25. Mai 2022 um 15:25 Uhr |   |                      |     |
| FC Zürich                 | – | FC Blue Stars Zürich | 2:0 |
| 25. Mai 2022 um 19:00 Uhr |   |                      |     |
| SC Benfica                | – | FC Zürich            | 1:1 |
| 25. Mai 2022 um 19:00 Uhr |   |                      |     |
| FSV Mainz 05              | – | FC Blue Stars Zürich | 5:1 |
| 26. Mai 2022 um 11:00 Uhr |   |                      |     |
| FC Blue Stars Zürich      | – | SC Benfica           | 0:6 |
| 26. Mai 2022 um 11:00 Uhr |   |                      |     |
| FSV Mainz 05              | – | FC Zürich            | 1:2 |

#### Gruppe B
| Valencia CF             |
| FK Austria Wien         |
| FC Basel 1893           |
| Grasshopper Club Zürich |

| Pl. | Verein                  | Sp. | S | U | N | Tore    | Diff. | Punkte |
| --- | ----------------------- | --- | - | - | - | ------- | ----- | ------ |
| 1.  | FK Austria Wien         | 3   | 1 | 2 | 0 | 007:400 | +3    | 05     |
| 2.  | FC Basel 1893           | 3   | 1 | 2 | 0 | 004:300 | +1    | 05     |
| 3.  | Valencia CF             | 3   | 0 | 3 | 0 | 003:300 | ±0    | 03     |
| 4.  | Grasshopper Club Zürich | 3   | 0 | 1 | 2 | 004:800 | −4    | 01     |

|                           |   |                         |     |
| 25. Mai 2022 um 16:15 Uhr |   |                         |     |
| Valencia CF               | – | FK Austria Wien         | 1:1 |
| 25. Mai 2022 um 16:15 Uhr |   |                         |     |
| FC Basel 1893             | – | Grasshopper Club Zürich | 2:1 |
| 25. Mai 2022 um 19:50 Uhr |   |                         |     |
| Valencia CF               | – | FC Basel 1893           | 1:1 |
| 25. Mai 2022 um 19:50 Uhr |   |                         |     |
| FK Austria Wien           | – | Grasshopper Club Zürich | 5:2 |
| 26. Mai 2022 um 11:50 Uhr |   |                         |     |
| Grasshopper Club Zürich   | – | Valencia CF             | 1:1 |
| 26. Mai 2022 um 11:50 Uhr |   |                         |     |
| FK Austria Wien           | – | FC Basel 1893           | 1:1 |

#### Spiel um Platz 7 und 8
|                           |   |                         |     |
| 26. Mai 2022 um 15:00 Uhr |   |                         |     |
| FC Blue Stars Zürich      | – | Grasshopper Club Zürich | 0:5 |

#### Spiel um Platz 5 und 6
|                           |   |             |     |
| 26. Mai 2022 um 16:00 Uhr |   |             |     |
| SC Benfica                | – | Valencia CF | 0:1 |

#### Halbfinal
|                           |   |               |     |
| 26. Mai 2022 um 15:00 Uhr |   |               |     |
| FC Zürich                 | – | FC Basel 1893 | 2:4 |
| 26. Mai 2022 um 16:00 Uhr |   |               |     |
| FK Austria Wien           | – | FSV Mainz 05  | 0:2 |

#### Spiel um Platz 3 und 4
|                           |   |                 |                |
| 26. Mai 2022 um 18:20 Uhr |   |                 |                |
| FC Zürich                 | – | FK Austria Wien | 1:1, 4:3 i. E. |

#### Final
Der Final fand am 26. Mai 2022 auf der Sportanlage Buchlern zwischen dem FC Basel 1893 und dem FSV Mainz 05 statt.
| FC Basel 1893                                              | FC Basel 1893 | FSV Mainz 05 | FSV Mainz 05 |
| ---------------------------------------------------------- | --- | --- | ------------ |
| FC Basel 1893                                              | \| 26. Mai 2022 um 18:20 Uhr in Zürich (Sportanlage Buchlern) \| \| Ergebnis: 1:1 (1:1), 6:5 i. E. \| \| Zuschauer: unbekannt \| \| Schiedsrichterin: Alessandro Dudic ( Schweiz) \|                                                                                                   | \| 26. Mai 2022 um 18:20 Uhr in Zürich (Sportanlage Buchlern) \| \| Ergebnis: 1:1 (1:1), 6:5 i. E. \| \| Zuschauer: unbekannt \| \| Schiedsrichterin: Alessandro Dudic ( Schweiz) \|                                                                                      | FSV Mainz 05 |
| FC Basel 1893                                              | Tim Spycher – Steven Havales, Mile Vukelic , Emirhan Eraslan, Alessio De Pierro (38. Guélor Samba) – Noa Dundas, Leon Avdullahu (29. Leon Frokaj) – Zsombor Gruber (29. Diego Rhein), Levin Winkler, Momodou Jaiteh (35. Albin Krasniqi) – Andrin Hunziker Cheftrainer: Michel Renggli | Leon Hoffmann – Justus Götze, Stjepan Pavisic, Lasse Wilhelm, Finn Müller – Brajan Gruda, Keanu Kraft, Dennis Kaygin (35. Malik Makey), Tim Müller (39. Marlon Roos-Trujillo) – Danny Schmidt, Grigorijs Degtjarevs (28. Lovis Bierschenk) Cheftrainer: Benjamin Hoffmann | FSV Mainz 05 |
| FC Basel 1893                                              | 1:1 Andrin Hunziker (7., Foulelfmeter) | 0:1 Brajan Gruda (2.) | FSV Mainz 05 |
| FC Basel 1893                                              | Elfmeterschiessen | | FSV Mainz 05 |
| FC Basel 1893                                              | 2:1 Andrin Hunziker 2:2 Guélor Samba 3:3 Mile Vukelic 4:4 Leon Frokaj 5:5 Emirhan Eraslan 6:5 Levin Winkler | 2:2 Finn Müller 2:3 Lovis Bierschenk 3:4 Brajan Gruda 4:5 Malik Makey 5:5 Danny Schmidt 6:5 Lasse Wilhelm | FSV Mainz 05 |
| FC Basel 1893                                              | Noa Dundas (23.) | | FSV Mainz 05 |
| FC Basel 1893                                              | Noa Dundas (30.) | | FSV Mainz 05 |
| 26. Mai 2022 um 18:20 Uhr in Zürich (Sportanlage Buchlern) | | |              |
| Ergebnis: 1:1 (1:1), 6:5 i. E.                             | | |              |
| Zuschauer: unbekannt                                       | | |              |
| Schiedsrichterin: Alessandro Dudic ( Schweiz)              | | |              |

### Rangliste und Kader
| 1. | FC Basel 1893           | 1 Tim Spycher \| 2 Guélor Samba \| 3 Alessio De Pierro \| 4 Emirhan Eraslan \| 5 Mile Vukelic \| 6 Leon Avdullahu \| 7 Zsombor Gruber \| 8 Noa Dundas \| 9 Andrin Hunziker \| 10 Rion Xhemaili \| 11 Momodou Jaiteh \| 12 Levin Winkler \| 13 Albin Krasniqi \| 14 Steven Havales \| 15 Diego Rhein \| 16 Leon Frokaj \| 17 Leandro Di Noto \| 18 Tim Pfeiffer |
| 2. | FSV Mainz 05            | 1 Leon Hofmann \| 2 Keanu Kraft \| 3 Finn Müller \| 4 Lasse Wilhelm \| 5 Malik Makey \| 6 Nik Leipold \| 7 Tim Müller \| 8 Dennis Kaygin \| 9 Danny Schmidt \| 10 Marlon Roos-Trujillo \| 11 Brajan Gruda \| 12 Justus Götze \| 13 Stjepan Pavisic \| 14 Ivan Martinovic \| 15 Lovis Bierschenk \| 16 Younes Azahaf \| 17 Grigorijs Degtjarevs \| 18 Louis Babatz |
| 3. | FC Zürich               | 2 Yanik Kunz \| 3 Ramon Guzzo \| 4 Sven Kunz \| 5 Mijo Jakovljevic \| 8 Miguel Reichmuth \| 11 Calixte Ligue \| 12 Pirosch Fischer \| 13 Noah Leao Muata \| 14 Mats Hanke \| 15 Ardi Morina \| 16 Selmin Hodza \| 18 Patrick Zajac \| 19 Daris Sabotic \| 21 Labinot Bajrami \| 22 Nevio Di Giusto \| 23 Niklas Sorensen \| 26 Daniel Denoon \| 34 Gianni De Nitti |
| 4. | FK Austria Wien         | 1 Kenan Jusic \| 3 Muhammet Araz \| 6 Nicola Wojnar \| 11 Rocco Sutterlüthy \| 14 Luca Pazourek \| 18 Oliver Lukic \| 20 David Ewemade \| 21 Michael Hutter \| 22 Sebastian Bacu \| 25 Dejan Radonjic \| 26 Mario Gintsberger \| 31 Andrija Milosavljevic \| 34 Timo Schmelzer \| 35 Enis Safin \| 38 Dario Kreiker \| 41 Sanel Saljic \| 42 Denis Dizdarević \| 44 Dean Titkov |
| 5. | Valencia CF             | 1 Andrés Cespedes Rubio \| 3 David Ruiz Montero \| 4 Dani Sánchez Gonell \| 5 Carlos Rodriguez Moreno \| 7 Hugo Gonzales Sotos \| 9 Victor Esquerdo Santas \| 10 Miguel Arilla Guinot \| 11 Carlos Igual Queralt \| 13 Vincent Abril Sanz \| 14 Alejandro Pérez Jimenez \| 16 Daniel Torices Hortelano \| 18 Andés Garcia Moreno \| 19 Marc Palomero Medina \| 21 Hugo De Mateo Moreno \| 27 Cristhian Mosquera \| 30 Alexander Gurendal Figuereido \| 31 Alex Varo Serrano \| 33 Alejandro Bueso Guinot |
| 6. | SC Benfica              | 1 Ricardo Riberio \| 2 Martim Ferreira \| 3 Tiago Coser \| 4 Hugo Faria \| 5 Vladimir Mendes \| 6 Gustavo Pinto Mendonça \| 7 José Melro \| 8 Tiago Freitas \| 9 Iuri Moreira \| 10 João Rêgo \| 11 Rodrigo Matos \| 12 Thiago Pereira \| 13 L. Santos \| 14 Francisco Machado \| 15 Mario Tudose \| 16 Alamara Djabi \| 17 Kyanno Silva \| 18 Gustavo Varela |
| 7. | Grasshopper Club Zürich | 1 Marius Kaiser \| 3 Sergio Ferro Correia \| 4 Eman Kospo \| 5 Léni Hagist \| 6 Noah Probst \| 7 Malik Deme \| 8 Simone Stroscio \| 9 Leonardo Almeida Lopes \| 10 Dion Kacuri \| 11 Filipe Carvalho \| 12 Jeremy Fasano \| 13 Sead Ahmeti \| 14 Davud Sylaj \| 17 Mica Zimmermann \| 18 Nando Rüegg \| 19 Turhan Tugra \| 20 Damian Nigg \| 26 Mark Mihaljevic |
| 8. | FC Blue Stars Zürich    | 1 Kai Brinker \| 2 Luca Pranjes \| 3 Tristan Ori \| 4 Safik Alili \| 5 Massimo Roselli \| 6 Lorent Sadikovic \| 7 Kevin Murciano \| 8 Esrom Alem \| 9 David Rajic \| 10 Anthony Susnja \| 11 Bojan Mitrovic \| 12 Leonardo Sandoval \| 13 Nelson Ievoli \| 14 Gelord Bernardo \| 15 Kristian Klaric \| 16 Florent Iseni \| 17 Pablo Mingote \| 22 Til Hirt |

### Auszeichnungen
| Bester Spieler  | Brajan Gruda (FSV Mainz 05) |
| Bester Torhüter | Tim Spycher (FC Basel 1893) |
| Fairplay-Sieger | SC Benfica                  |